# François Modesto
François-Joseph Modesto (Bastia, 19 agosto 1978) è un dirigente sportivo ed ex calciatore francese, di ruolo difensore, direttore tecnico della Juventus.

## Carriera

### Giocatore
È cresciuto calcisticamente nelle giovanili del Bastia, club della sua città. Ha debuttato nel massimo campionato francese il 20 febbraio 1998 nella vittoria casalinga per 1-0 contro il Monaco.
Nell'estate del 1999 viene acquistato dal Cagliari. Esordisce in Serie A il 30 agosto seguente alla prima giornata, schierato titolare sul campo della Lazio. Il 9 febbraio 2000 segna il suo primo gol con la maglia dei sardi in occasione della semifinale di andata della Coppa Italia persa per 3-1 contro l'Inter. La sua prima stagione nel campionato italiano si conclude con la retrocessione del Cagliari in Serie B. Al termine della stagione 2003-2004, conclusa con la promozione della squadra sarda in Serie A, non rinnova il contratto e si trasferisce al Monaco.
L'11 agosto 2004 debutta in Champions League coi monegaschi in occasione per del terzo turno preliminare vinto per 3-0 dai monegaschi sul campo dell'ND Gorica. Il 13 marzo 2005 segna il suo primo gol nel massimo campionato francese nel corso della partita Auxerre-Monaco (2-2). Nel 2010, dopo 6 stagioni chiude la sua esperienza con il club del Principato.
Il 1º luglio 2010 viene ingaggiato dai greci dell'Olympiacos. Esordisce nel massimo campionato greco il 28 agosto seguente nella sconfitta per 2-1 contro l'Iraklis. Il 19 ottobre 2011 segna il suo primo gol in Champions League nella vittoria casalinga per 3-1 contro il Borussia Dortmund. Nel giugno 2013 lascia il club greco, col quale ha vinto in tre stagioni tre campionati e due coppe nazionali.
Fa quindi ritorno al Bastia, dove conclude la carriera nel 2016.

### Dirigente sportivo
Terminata la carriera agonistica, nell'estate 2016 assume la carica di direttore sportivo dell'Olympiacos. Dall'anno successivo diventa direttore dell'area scouting dei greci, mantenendo questo incarico fino al 2022. 
Durante la sua permanenza nel club, l'Olympiacos ha vinto quattro campionati e una Coppa di Grecia. Inoltre il club ha valorizzato e ceduto calciatori a club di primo livello in Europa, come Panagiotis Retsos al Bayer Leverkusen, Kōstas Tsimikas al Liverpool, Daniel Podence e José Sá al Wolverhampton e Luka Milivojević al Crystal Palace, e fuori dall'Europa, come Brown Ideye al Tianjin Teda e Guilherme all'Al-Sadd. 
Il 15 ottobre 2019 diventa direttore tecnico del Nottingham Forest, altro club di proprietà di Evangelos Marinakis. Sotto la sua gestione, il Nottingham Forest ha ottenuto una promozione in Premier League che mancava da 23 anni. Durante la sua permanenza, il club conclude le cessioni di Matty Cash all'Aston Villa nel 2020 per 16 milioni di euro e di Brice Samba al Lens nel 2022 per 5 milioni di euro.  
Il 7 giugno 2022 diviene direttore tecnico del Monza, neopromosso in Serie A. Scelto dal presidente Silvio Berlusconi e dall'amministratore delegato Adriano Galliani, ha lavorato in sinergia con Galliani ottenendo due salvezze in Serie A. Il 30 dicembre 2024 le parti si sono separate in modo consensuale.
Durante la sua permanenza, il Monza ha concluso alcune cessioni che hanno garantito un ingresso economico molto importante per il club, come quella di Carlos Augusto all'Inter per 15 milioni di euro, Michele Di Gregorio alla Juventus per 18 milioni di euro, Daniel Maldini all’Atalanta per 14 milioni di euro, Bondo al Milan per 12 milioni di euro. 
Il 15 luglio 2025 approda alla Juventus in qualità di direttore tecnico del club.

## Statistiche

### Presenze e reti nei club
Statistiche aggiornate al 2 agosto 2016.
| Stagione          | Squadra           | Campionato        | Campionato | Campionato | Coppe nazionali | Coppe nazionali | Coppe nazionali | Coppe continentali | Coppe continentali | Coppe continentali | Altre coppe | Altre coppe | Altre coppe | Totale | Totale |
| Stagione          | Squadra           | Comp              | Pres       | Reti       | Comp            | Pres            | Reti            | Comp               | Pres               | Reti               | Comp        | Pres        | Reti        | Pres   | Reti   |
| ----------------- | ----------------- | ----------------- | ---------- | ---------- | --------------- | --------------- | --------------- | ------------------ | ------------------ | ------------------ | ----------- | ----------- | ----------- | ------ | ------ |
| 1997-1998         | Bastia            | D1                | 2          | 0          | CF+CdL          | 0+0             | 0               | I+CU               | 0+0                | 0                  |             | -           | -           | 2      | 0      |
| 1998-1999         | Bastia            | D1                | 14         | 0          | CF+CdL          | 0+0             | 0               |                    | -                  | -                  |             | -           | -           | 14     | 0      |
| 1999-2000         | Cagliari          | A                 | 22         | 0          | CI              | 7               | 1               |                    | -                  | -                  |             | -           | -           | 29     | 1      |
| 2000-2001         | Cagliari          | B                 | 30         | 3          | CI              | 2               | 0               |                    | -                  | -                  |             | -           | -           | 32     | 3      |
| 2001-2002         | Cagliari          | B                 | 35         | 0          | CI              | 3               | 1               |                    | -                  | -                  |             | -           | -           | 38     | 1      |
| 2002-2003         | Cagliari          | B                 | 20         | 0          | CI              | 3               | 0               |                    | -                  | -                  |             | -           | -           | 23     | 0      |
| 2003-2004         | Cagliari          | B                 | 43         | 0          | CI              | 1               | 0               |                    | -                  | -                  |             | -           | -           | 44     | 0      |
| Totale Cagliari   | Totale Cagliari   | Totale Cagliari   | 150        | 3          |                 | 16              | 2               |                    |                    |                    |             |             |             | 166    | 5      |
| 2004-2005         | Monaco            | L1                | 29         | 1          | CF+CdL          | 0+3             | 0               | UCL                | 5                  | 0                  |             | -           | -           | 37     | 1      |
| 2005-2006         | Monaco            | L1                | 29         | 2          | CF+CdL          | 0+3             | 0               | UCL+CU             | 2+7                | 0                  |             | -           | -           | 41     | 2      |
| 2006-2007         | Monaco            | L1                | 25         | 1          | CF+CdL          | 0+1             | 0               |                    | -                  | -                  |             | -           | -           | 26     | 1      |
| 2007-2008         | Monaco            | L1                | 27         | 1          | CF+CdL          | 1+2             | 0               |                    | -                  | -                  |             | -           | -           | 30     | 1      |
| 2008-2009         | Monaco            | L1                | 31         | 1          | CF+CdL          | 3+0             | 0               |                    | -                  | -                  |             | -           | -           | 34     | 1      |
| 2009-2010         | Monaco            | L1                | 24         | 0          | CF+CdL          | 6+0             | 0               |                    | -                  | -                  |             | -           | -           | 30     | 0      |
| Totale Monaco     | Totale Monaco     | Totale Monaco     | 165        | 6          |                 | 19              | 0               |                    | 14                 | 0                  |             |             |             | 198    | 6      |
| 2010-2011         | Olympiacos        | SL                | 24         | 2          | CG              | 4               | 1               | UEL                | 3                  | 0                  |             | -           | -           | 31     | 3      |
| 2011-2012         | Olympiacos        | SL                | 25         | 1          | CG              | 4               | 0               | UCL+UEL            | 6+4                | 2+0                |             | -           | -           | 39     | 3      |
| 2012-2013         | Olympiacos        | SL                | 20         | 1          | CG              | 5               | 0               | UCL+UEL            | 4+1                | 0                  |             | -           | -           | 30     | 1      |
| Totale Olympiakos | Totale Olympiakos | Totale Olympiakos | 69         | 4          |                 | 13              | 1               |                    | 18                 | 2                  |             |             |             | 100    | 7      |
| 2013-2014         | Bastia            | L1                | 34         | 2          | CF+CdL          | 1+1             | 0               |                    | -                  | -                  |             | -           | -           | 36     | 2      |
| 2014-2015         | Bastia            | L1                | 29         | 2          | CF+CdL          | 1+4             | 0               |                    | -                  | -                  |             | -           | -           | 34     | 2      |
| 2015-2016         | Bastia            | L1                | 29         | 0          | CF+CdL          | 2+1             | 0               |                    | -                  | -                  |             | -           | -           | 32     | 0      |
| Totale Bastia     | Totale Bastia     | Totale Bastia     | 108        | 4          |                 | 10              | 0               |                    | 0                  | 0                  |             |             |             | 118    | 4      |
| Totale carriera   | Totale carriera   | Totale carriera   | 492        | 17         |                 | 58              | 3               |                    | 32                 | 2                  |             |             |             | 582    | 22     |

## Palmarès

### Giocatore

#### Competizioni nazionali
- Campionato greco: 3

Olympiakos: 2010-2011, 2011-2012, 2012-2013
- Coppa di Grecia: 2

Olympiakos: 2011-2012, 2012-2013

#### Competizioni internazionali
- Coppa Intertoto UEFA: 1

Bastia: 1997